# Beate Fasching
Beate Fasching (* 17. Juni 1982 in Neunkirchen) ist eine ehemalige österreichische Naturbahnrodlerin. Sie erreichte einen Podestplatz im Weltcup und nahm an der Europameisterschaft 1999 teil.

## Karriere
Beate Fasching absolvierte nach dem Besuch der Volks- und Hauptschule und des Polytechnischen Lehrganges eine Lehre zur Bürokauffrau, die sie mit Auszeichnung abschloss. Im Alter von fünf Jahren begann sie mit dem Naturbahnrodeln und ab 1997 nahm sie an internationalen Juniorenmeisterschaften teil. Bei der ersten Juniorenweltmeisterschaft 1997 in Aosta erzielte sie den achten Platz und bei der Junioreneuropameisterschaft 1998 in Feld am See Rang elf. Im Winter 1998/99 gelang ihr der Sprung in das österreichische Weltcupteam. Gleich bei ihrem ersten Weltcuprennen am 5. Dezember 1998 in Sölden erreichte sie mit einem Rückstand von 1,64 Sekunden auf ihre Teamkollegin Elvira Holzknecht den zweiten Platz und feierte damit ihren größten Erfolg. In der restlichen Saison erzielte sie noch einen vierten Platz in Bad Goisern und weitere drei Top-10-Resultate, womit sie im Gesamtweltcup der Saison 1998/1999 auf Rang acht kam, nur einen Punkt hinter der Russin Jekaterina Lawrentjewa und vier Punkte hinter der sechstplatzierten Sandra Mariner aus Tirol. Bei der Juniorenweltmeisterschaft 1999 in Hüttau fuhr Fasching mit einem Rückstand von 3,25 Sekunden auf die Siegerin Lawrentjewa auf Platz fünf. Sie kam auch bei der Europameisterschaft 1999 im polnischen Szczyrk zum Einsatz, erzielte dort aber mit einem Rückstand von 7,5 Sekunden auf die Siegerin Sonja Steinacher aus Italien nur den zehnten Platz von 13 Rodlerinnen. Nach dem Winter 1998/99 beendete Fasching im Alter von nur 17 Jahren ihre aktive Karriere. Am 28. August 2010 wurde ihr für ihre sportlichen Erfolge das Verbands-Ehrenzeichen in Silber des Niederösterreichischen Rodelverbandes verliehen.

## Sportliche Erfolge

### Europameisterschaften
- Szczyrk 1999: 10. Einsitzer

### Juniorenweltmeisterschaften
- Aosta 1997: 8. Einsitzer
- Hüttau 1999: 5. Einsitzer

### Junioreneuropameisterschaften
- Feld am See 1998: 11. Einsitzer

### Weltcup
- 8. Gesamtrang im Einsitzer in der Saison 1998/1999
- Ein Podestplatz und weitere vier Top-10-Ergebnisse